# Репников, Юрий Иванович
Юрий Иванович Репников — советский хозяйственный, государственный и политический деятель.

## Биография
Родился в 1925 году в Умани. Член КПСС.
Участник Великой Отечественной войны: старший радиотелеграфист взвода связи Управления 33-й гвардейской стрелковой бригады
До 1968 — инженерный работник и партийный организатор в КБ-1, секретарь парткома ОКБ имени Яковлева.
В 1968—1976 — первый секретарь Ленинградского районного комитета КПСС города Москвы.
В 1976—1981 — руководящий работник Главного управления Министерства радиопромышленности СССР.
С 1981 — персональный пенсионер союзного значения.
Делегат XXIV и XXV съездов КПСС.
Умер в 2014 году в Москве.

## Награды
- Орден Отечественной войны I степени (21.02.1987)
- Орден Отечественной войны II степени (06.04.1985)
- Орден Трудового Красного Знамени (1976)
- Орден Красной Звезды (31.08.1944)